# Kölstaån
Kölstaån avvattnar Sörsjön i Surahammars kommun. Tillsammans med Valstaån bildar den Köpingsån i Nyckelbergsparken i centrala Köping. I ån finns de vanliga fiskarterna såsom mört, abborre och gädda. Fram till och med mitten av 1980-talet fanns även bestånd av flodkräfta. Ån har på ett flertal ställen drivit kvarnar, bland annat i Kölsta, Häggsta och Tunadal i Köping.